# Pawło Bazylewski
Pawło Bazylewski, ukr. Павло Базилевський (ur. 28 sierpnia?/9 września 1896 we wsi Zatyszszia w guberni chersońskiej, zm. 15 listopada 1981 w Londynie) – rosyjski, a następnie ukraiński wojskowy (generał-chorąży), oficer Armii Polskiej na Wschodzie, a następnie 2 Korpusu Polskiego podczas II wojny światowej, emigracyjny działacz ukraiński.

## Życiorys
Urodził się w rodzinie szlacheckiej herbu Jastrzębiec. Ukończył szkołę w Łubnach, zaś w 1916 r. szkołę piechoty w Czuhujiwiu. Służył jako praporszczik w 216 Zapasowym Batalionie Piechoty, w składzie którego trafił na front I wojny światowej. Doszedł do stopnia sztabskapitana. Zaangażował się w działalność ukraińskiego ruchu narodowego. W maju 1917 r. brał udział w I Wszechukraińskim Zjeździe Wojskowym w Kijowie. Pod koniec 1917 r. wstąpił do 1 Ukraińskiego Pułku Kozackiego im. B. Chmielnickiego. Od pocz. 1918 r. był starsziną sotni konnej 1 Pułku Zaporoskiego Dywizji Zaporoskiej. W kwietniu tego roku przeszedł do 2 Kurenia Pułku. Od maja dowodził 1 Sotnią, od września 3 Sotnią, zaś od grudnia 11 Sotnią 4 Pułku Zaporoskiego im. B. Chmielnickiego. Od pocz. stycznia 1919 r. był dowódcą 3 Kurenia Pułku. W poł. marca tego roku został ranny podczas walk z wojskami bolszewickimi. Od września tego roku znajdował się w rezerwie Głównego Zarządu Sztabu Generalnego Armii Czynnej Ukraińskiej Republiki Ludowej. Pod koniec stycznia 1920 r. objął dowództwo kurenia 1 Pułku Rekruckiego. Od końca marca tego roku dowodził 10 Kureniem, zaś od końca kwietnia 11 Kureniem 4 Brygady Strzeleckiej. Na pocz. maja objął funkcję zastępcy dowódcy 11 Kurenia, zaś w poł. czerwca 12 Kurenia Brygady. Pod koniec lipca został dowódcą 20 Kurenia 7 Brygady 3 Żelaznej Dywizji Strzeleckiej. Od poł. listopada pełnił funkcję komendanta Mohylewa Podolskiego. Od końca grudnia był zastępcą komendanta szkoły oficerskiej 3 Żelaznej Dywizji Strzeleckiej. W poł. lutego 1921 r. przydzielono go do 19 Kurenia Dywizji. Na pocz. czerwca tego roku w stopniu podpułkownika objął funkcję referenta administracyjnego w 7 Brygadzie Dywizji. Wraz z pozostałymi wojskowymi Armii Czynnej URL został internowany w Polsce. W obozie w Kaliszu był komendantem szkoły podoficerskiej. Od 1923 r. mieszkał w Tarnowie. Działał w ukraińskich organizacjach kombatanckich i społecznych. W latach 30. przeniósł się do Białegostoku. Podczas wojny obronnej 1939 r. został aresztowany przez NKWD, po czym zesłano go na Syberię. Po zawarciu układu Sikorski-Majski z 30 lipca 1941 r., na pocz. 1942 r. wstąpił do nowo formowanej Armii Polskiej na Wschodzie gen. Władysława Andersa. Po jej ewakuacji do Iranu, a następnie Iraku został oficerem II Korpusu Polskiego. Podczas stacjonowania Korpusu w Palestynie wraz z kilkudziesięcioosobową grupą Ukraińców w monastyrze na Górze Oliwnej ufundował tablicę z tekstem modlitwy Ojcze nasz po ukraińsku. Walczył z Niemcami podczas kampanii włoskiej. Po przeniesieniu Korpusu do Wielkiej Brytanii w 1946 r., zaangażował się w działalność Związku Żołnierzy Ukraińskich w Polskich Siłach Zbrojnych, przekształconego wkrótce w Związek Samopomocy Ukraińców w Wielkiej Brytanii. W latach 1950–1976 był członkiem Związku Weteranów Ukraińskich. W grudniu 1964 r. stanął na czele Towarzystwa Kombatantów Ukraińskich w Wielkiej Brytanii. Rząd Ukraińskiej Republiki Ludowej na Emigracji mianował go generałem chorążym.